# Коста Шкоклев
Коста Наумов Шкоклев е български революционер, деец на Вътрешната македоно-одринска революционна организация.

## Биография
Коста Шкоклев е роден в 1882 година в костурското село Смърдеш, тогава в Османската империя, днес в Гърция. Влиза във ВМОРО и участва в Илинденско-Преображенското въстание като четник на Никола Каранджов. Участва в Сражението при Капещица и Билища, а след това в голямото 12-часово сражение при Апоскеп и нападението на помашкото село Жервени. При потушаването на въстанието Смърдеш е опожарено и семейството му е разорено и без подслон. От 1905 до 1908 година е куриер на Организацията и отговорник за снабдяването на районната чета под войводството на Христо Цветков и Пандо Сидов.
В 1912 година по време на Балканската война, с пристигането на партизанските чети на Македоно-одринското опълчение, начело с Васил Чекаларов, Христо Силянов и Иван Попов в Костурско, се присъединява към тях и е четник до края на войната, като взима участие във всички акции и сражения срещу турските части. След Междусъюзническата война, е подложен на тормоз от новите гръцки власти. Три е арестуван и изтезаван от гръцката власт в село Брезница. В 1916 година при появата и последвалото отстъпление на българските войски в района той заедно с други младежи от Смърдеш се присъединява към българските части с оръжие в ръка. В Битоля Павел Христов и Георче Петров снабдяват 60 души костурчани с оръжие и са поставени под началството на поручик Баев. Остава в Македония до отстъплението в 1918 година.
На 8 март 1943 година, като жител на Варна, подава молба за българска народна пенсия, която е одобрена и пенсията е отпусната от Министерския съвет на Царство България.